# モチヅキザクラ
モチヅキザクラ(望月桜、学名：Cerasus × sacra (Miyoshi) H.Ohba、シノニム：Cerasus × mochizukiana)はバラ科サクラ属サクラで、ヤマザクラとエドヒガンの種間雑種。

## 特徴
落葉高木で樹高は15～20mである。花は白から薄い桜色で花弁は五枚一重で小輪。花の開花時期は4月中旬ごろである結実性に乏しい。
仏隆寺には樹齢900年を超えるモチヅキサクラの古木が見られる。